# Vargsang
Vargsang — блек-метал виконавець з Пайтінгу.

## Склад
- Vargsang — вокал, гітара, бас-гітара, програмування ударних, клавішні, автор музики й текстів.

## Дискографія

### Альбоми
- Call of the Nightwolves (2003)
- Throne of the Forgotten (2005)
- Werewolf of Wysteria (2008)
- In the Mist of Night (2014)

### EP, компіляції
- Vargsang / Armaggedon (спліт, 2004)